# Torneo WTA de Stuttgart 2013
El Porsche Tennis Grand Prix de 2013 es un torneo de tenis jugado en canchas de arcilla bajo techo. Se trata de la 36.ª edición del Porsche Tennis Grand Prix, y fue parte de los torneos Premier de la WTA Tour de 2013. Tendrá lugar en el Porsche Arena de Stuttgart , Alemania, del 22 al 28 de abril de  2013.

## Cabezas de serie

### Individual
| Tenista            | Ranking | Preclasificada |
| María Sharápova    | 2       | 1              |
| Li Na              | 5       | 2              |
| Angelique Kerber   | 6       | 3              |
| Sara Errani        | 7       | 4              |
| Petra Kvitová      | 8       | 5              |
| Samantha Stosur    | 9       | 6              |
| Caroline Wozniacki | 10      | 7              |
| Nadia Petrova      | 11      | 8              |

### Dobles
| Tenista                          | Ranking | Preclasificada |
| Sara Errani Roberta Vinci        | 3       | 1              |
| Andrea Hlaváčková Lucie Hradecká | 9       | 2              |
| Nadia Petrova Katarina Srebotnik | 13      | 3              |
| Ekaterina Makarova Elena Vesnina | 14      | 4              |

## Campeonas

### Individuales femeninos
María Sharápova venció a  Li Na por 6-4, 6-3

### Dobles femenino
Mona Barthel /  Sabine Lisicki vencieron a  Bethanie Mattek-Sands /  Sania Mirza por 6-4, 7-5